# Francesco Novati
Francesco Novati (Cremona, 10 gennaio 1859 – Sanremo, 27 dicembre 1915) è stato un filologo e critico letterario italiano.

## Biografia
Allievo di Alessandro D'Ancona all'Università di Pisa, nel 1883 fu incaricato di Storia comparata delle letterature neolatine alla Regia Accademia Scientifico-Letteraria di Milano. Nel 1886 tenne la cattedra di Letterature neolatine nell'Università degli Studi di Palermo e, dal 1889, in quella di Genova. Nel 1890 tornò ad insegnare nell'Accademia milanese fino alla morte, avvenuta nel 1915.
Nel 1883 aveva fondato con Rodolfo Renier e Arturo Graf il «Giornale storico della letteratura italiana», principale organo della cosiddetta "scuola storica", nel 1903 la «Collezione Novati» e nel 1913 la «Biblioteca Storica della Letteratura Italiana». Collaborò inoltre a numerose riviste e quotidiani: «La Perseveranza», «Il Libro e la stampa», «La Lettura», il «Corriere della Sera», gli «Studi Medievali» e l'«Archivio Storico Lombardo», periodico della Società storica lombarda di cui Novati fu socio dal 1879, poi consigliere, vicepresidente e dal 1899 presidente.
Pubblicò un gran numero di saggi, specie sul periodo medievale, e curò l'edizione di raccolte quali il Repertorio diplomatico visconteo, il carteggio di Pietro e Alessandro Verri e l'Epistolario di Coluccio Salutati. Nel 1916 la biblioteca e l'archivio epistolare del Novati furono donati dagli eredi alla Biblioteca Braidense di Milano.

## Opere
- La giovinezza di Coluccio Salutati, Torino, Loescher, 1888.
- Saggi critici e letterari, Torino, Loescher, 1889.
- L'influsso del pensiero latino sopra la civiltà italiana del medio evo, Milano, Hoepli, 1897.
- Indagini e postille dantesche, Bologna, Zanichelli, 1899.
- Le origini, in AA. VV., «Storia letteraria d'Italia», Milano, Vallardi, 1900.
- Attraverso il Medio Evo. Studi e ricerche, Bari, Laterza, 1905.
- A ricolta. Studi e profili, Bergamo, Istituto Italiano Arti Grafiche, 1907.
- Freschi e minii del Dugento, Milano, Cogliati, 1908
- Epistolario di Coluccio Salutati, 4 voll., Roma, Istituto storico italiano, 1891-1911
- Stendhal e l'anima italiana, Milano, Cogliati, 1915